# Mistek
Mistek (cz. Místek, niem. Friedberg, Mistek, w latach Protektoratu Freiberg) – dawne miasto, obecnie część miasta Frydek-Mistek w kraju morawsko-śląskim, w powiecie Frydek-Mistek w Czechach w granicach historycznego regionu Moraw. Jest to także gmina katastralna o powierzchni ponad 1214,2564 ha. Populacja w 2001 wynosiła 24343 osób, zaś w 2012 odnotowano 2198 adresów. 

## Historia
Mistek leży na lewym brzegu rzeki Ostrawicy, na której w grudniu 1261 uregulowana została granica pomiędzy kasztelanią cieszyńską księstwa opolsko-raciborskiego a Morawami co potwierdzono w specjalnym dokumencie wystawionym przez nowego króla czeskiego Przemysła Ottokara II.
Poprzednikiem Mistka była osada targowa Friedeberk, po raz pierwszy wzmiankowana w dokumencie biskupa ołomunieckiego Brunona ze Schauenburku z 29 listopada 1267. Biskup ten osadę i gród na pobliskim wzgórzu Štandl, kilka kilometrów na zachód od późniejszego Mistka, założył najprawdopodobniej w swej akcji kolonizacyjnej. W 1288 biskup Dětřich z Hradce wydzielił ze swych włości dział w skład którego weszły okoliczne miejscowości i przydzielił je w lenno rodowi Stangów. Około 1339 rolę targową osady Friedeberk zaczęła przejmować nowa osada na miejscu dzisiejszego Mistka, z początku również nazywana Friedeberg, która otrzymała prawa miejskie przed 1388 rokiem, kiedy zawładnął nią Lacek z Kravař.
Pod koniec XV wieku zamek Friedeberg został zniszczony, po czym w jego miejscu założono około 1402 roku nową osadę nazwaną Newenstetil, która wraz z okolicą oddana została w dzierżawę Przemysławowi I Noszakowi, księciu cieszyńskiemu. Niemiecka nazwa Newenstetil oznaczała tyle co Nowe Miasteczko, po czesku Nové Městko. W 1434 państwo misteckie (z Mistkiem wzmiankowanym po raz pierwszy jako Miestko) wraz z frydeckim oddany został przez cieszyńskich Piastów w zastaw. Oba państwa odzyskał książę Kazimierz II w 1490 roku. W 1545 po raz kolejny zastawił je Wacław III Adam, m.in. Janowi z Pernsteinu.
Próby przyłączenia lenna misteckiego na trwałe do księstwa cieszyńskiego zaniepokoiły biskupów ołomunieckich, którzy starali się potwierdzić swe prawa do niego jako pana lennego. W 1573 państwo frydecko-misteckie zakupili Logauowie. W 1581 zakupił je z kolei biskup ołomuniecki Stanisław Pawłowski, który w trzy lata później odsprzedał Frydek zostawiając przy sobie jedynie Mistek, który przyłączył do państwa hukwaldzkiego (pozostało w nim do 1850 roku). Używana jeszcze przez jakiś czas nazwa Fridberg zanikła w XVI wieku.
W ramach państwa hukwaldzkiego nasiliła się rekatolizacja miasta. Gospodarczo miasto z czasem coraz bardziej ustępowało i uzależniało się od pobliskiego Frydka. W XIX wieku nastąpiło jego uprzemysłowienie. W 1834 miasto liczyło 2601 mieszkańców, a w 1869 już 3951. W 1850 miasto stało się siedzibą powiatu politycznego. W 1854 przyłączono podmiejskie osady Bahno (na południu), Boudy (na zachodzie), natomiast w 1908 przyłączono ludną kolonię Koloredov. Po I wojnie światowej i upadku Austro-Węgier Mistek i Frydek znalazły się w granicach Czechosłowacji. W 1919 po raz pierwszy próbowano bezskutecznie połączyć oba miasta w jedno. W październiku 1938 roku Mistek został zajęty przez wojska niemieckie i przeszedł do historii jako jedyne miejsce oporu armii czeskiej przed hitlerowską okupacją (strzelaniny pomiędzy Wehrmachtem i żołnierzami 8. śląskiego regimentu piechoty). W marcu 1939 roku Niemcy zajęli także Frydek. 1 stycznia 1943 roku połączono Frydek, Mistek i kilka okolicznych wsi w miasto Frydek. Władze okupacyjne przywróciły średniowieczną nazwę Friedberg, jednak nie w nazwie miasta, lecz tylko dzielnicy. W maju 1945 ciężkie walki o miasto pomiędzy wycofującą się armią niemiecką i oddziałami Armii Czerwonej (zakończone 4 maja wyparciem Niemców na Morawy). Po wojnie miasto włączono ponownie do Czechosłowacji. Władze tego kraju w 1945 usamodzielniły Sviadnov (ponownie włączony do miasta w 1975) a w 1955 dodały do nazwy miasta człon Mistek.

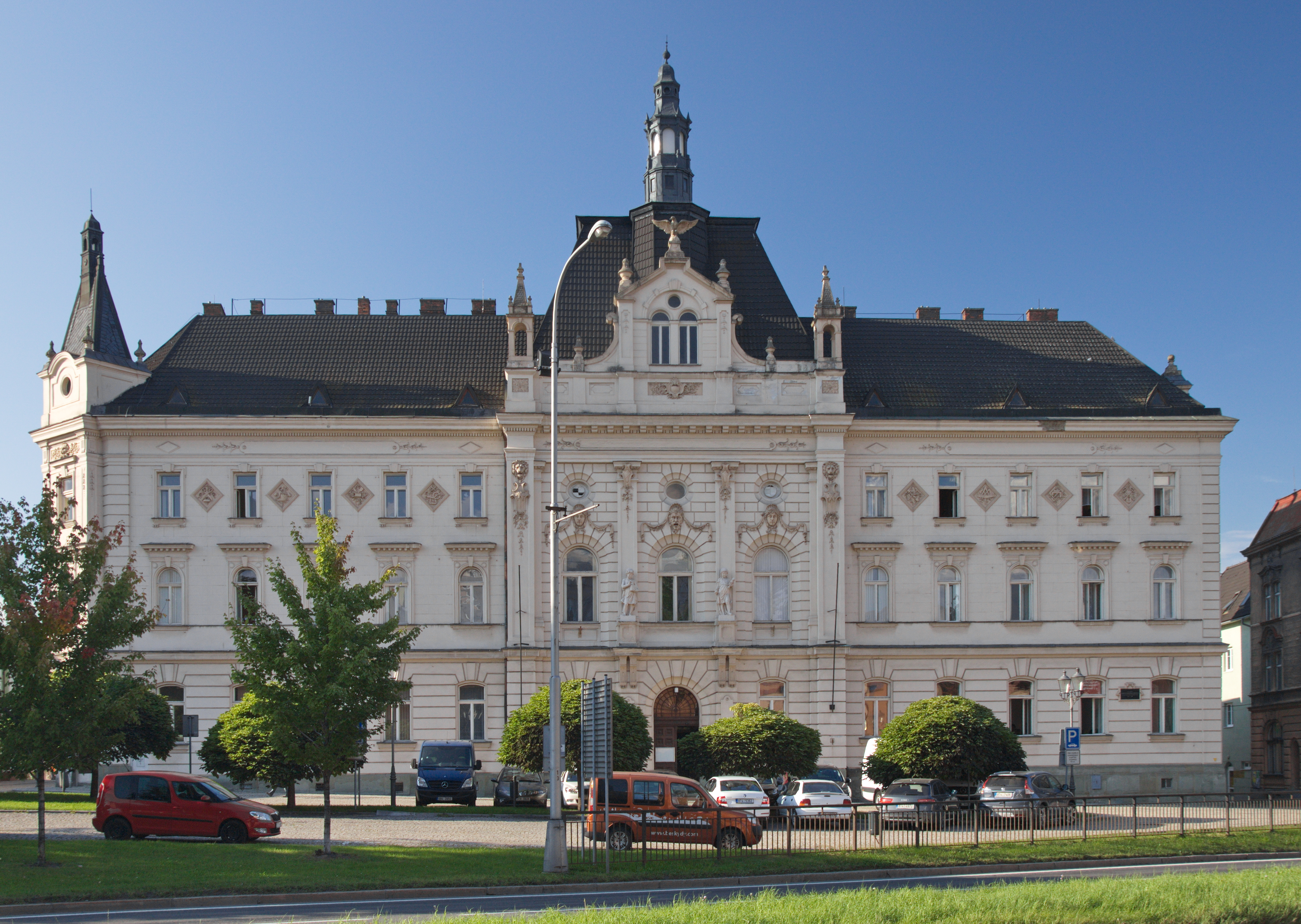
Dawny ratusz w Mistku
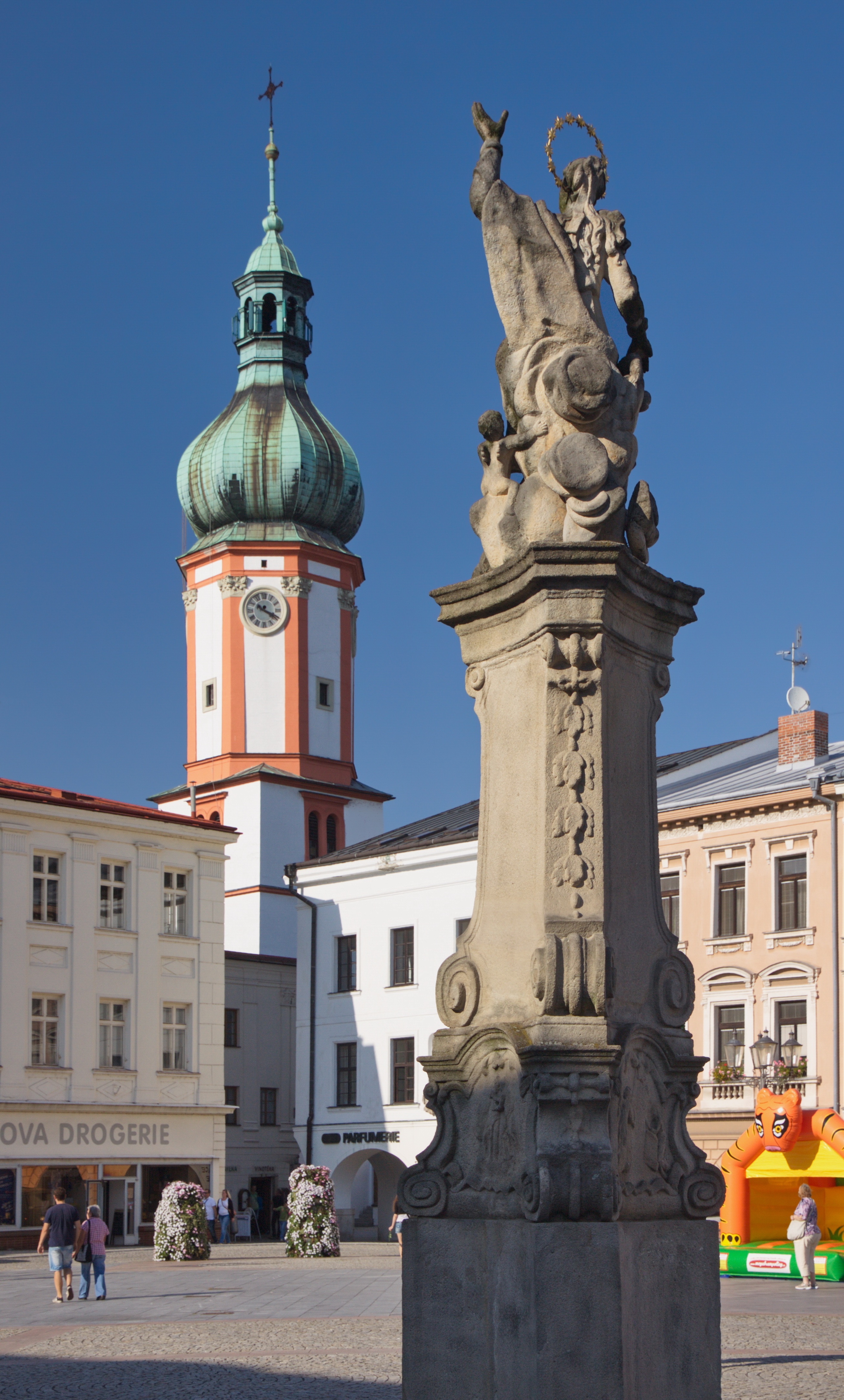
Kolumna z figurą Matki Boskiej wraz z kościołem parafialnym na rynku
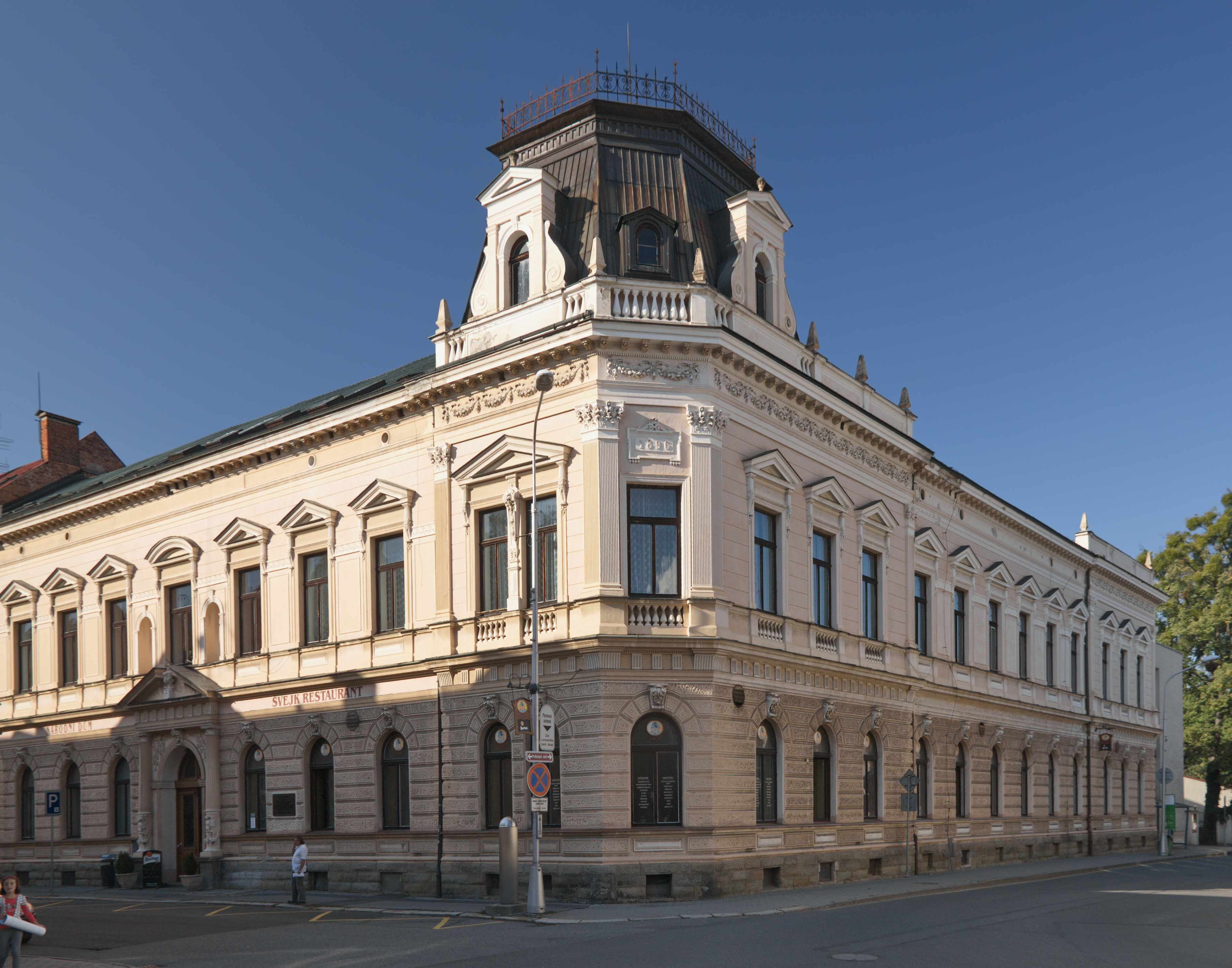
Dom Narodowy